# Xã Dogden, Quận McLean, Bắc Dakota
Xã Dogden (tiếng Anh: Dogden Township) là một xã thuộc quận McLean, tiểu bang Bắc Dakota, Hoa Kỳ. Năm 2010, dân số của xã này là 46 người.